# 세레스현
세레스현은 그리스 중앙마케도니아 주에 있는 현이다. 중심 도시는 세레스 시이다. 